# NGC 6210
NGC 6210 es una nebulosa planetaria en la constelación de Hércules, situada 4º al NE de Kornephoros (β Herculis). Con un brillo superficial de 15.1 mag/arcsec2 sólo puede ser observada con un telescopio de al menos 150 mm de apertura. Se encuentra a 6500 años luz del sistema solar. Fue descubierta en 1825 por Friedrich Georg Wilhelm Struve.
Imágenes obtenidas con el Telescopio Espacial Hubble (imagen de la derecha) muestran la peculiar forma de la nebulosa, que recuerda a una tortuga que se ha tragado una concha. Se pueden observar chorros de gas caliente fluyendo a través de aberturas en una cubierta gaseosa más antigua y fría. La estrella central, visible en el centro de la nebulosa, se encuentra en las etapas finales de su vida, habiendo expulsado sus capas externas. La imagen inferior muestra la compleja estructura que rodea a la estrella moribunda.

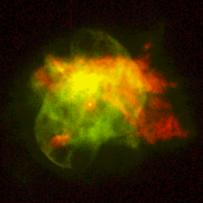
Imagen obtenida con el Telescopio Espacial Hubble del centro de NGC 6210. Créditos: HST/NASA/ESA.